# Адміністративний устрій Покровського району (Донецька область)
Адміністративний устрій Покровського району — адміністративно-територіальний поділ Покровського району Донецької області на 3 селищні ради та 17 сільських рад, які об'єднують 98 населені пункти та підпорядковані Покровській районній раді. Адміністративний центр — місто Покровськ.

## Список радПокровського району
| №  | Назва                             | Центр                | Населені пункти | Площа км² | Місце за площею | Населення (2001), чол. | Місце за населенням |
| -- | --------------------------------- | -------------------- | --- | --------- | --------------- | ---------------------- | ------------------- |
| 1  | Гродівська селищна рада           | смт Гродівка         | смт Гродівка с. Журавка с. Красний Яр с. Крутий Яр с. Миколаївка с. Московське с. Промінь                                       |           |                 |                        |                     |
| 2  | Новоекономічна селищна рада       | смт Новоекономічне   | смт Новоекономічне с. Балаган с. Федорівка с. Миколаївка с. Михайлівка с. Разіне                                                |           |                 |                        |                     |
| 3  | Удачненська селищна рада          | смт Удачне           | смт Удачне с. Молодецьке с. Муравка с. Новомиколаївка с. Новосергіївка                                                          |           |                 |                        |                     |
| 4  | Гришинська сільська рада          | с. Гришине           | с. Гришине |           |                 |                        |                     |
| 5  | Іванівська сільська рада          | с. Іванівка          | с. Іванівка с. Веселе с. Вовче с. Євгенівка с. Лисичне с-ще Лозуватське с. Новоторецьке с. Прогрес с. Свиридонівка с. Сергіївка |           |                 |                        |                     |
| 6  | Соцівська сільська рада           | с. Сонцівка          | с. Сонцівка с. Берестки с. Зоря с. Новодмитрівка                                                                                |           |                 |                        |                     |
| 7  | Лисівська сільська рада           | с. Лисівка           | с. Лисівка с. Гнатівка с. Даченське с. Зелене с. Новий Труд с. Новопавлівка с. Новоукраїнка с. Ріг с. Сухий Яр с-ще Чунишине    |           |                 |                        |                     |
| 8  | Миколаївська сільська рада        | с. Миколаївка        | с. Миколаївка с. Завітне с. Калинове с. Маринівка с. Новожеланне с. Орлівка с-ще Птиче                                          |           |                 |                        |                     |
| 9  | Миролюбівська сільська рада       | с. Миролюбівка       | с. Миролюбівка с. Єлизаветівка                                                                                                  |           |                 |                        |                     |
| 10 | Михайлівська сільська рада        | с. Михайлівка        | с. Михайлівка с. Мемрик |           |                 |                        |                     |
| 11 | Новоєлизаветівська сільська рада  | с. Новоєлизаветівка  | с. Новоєлизаветівка с-ще Котлярівка с-ще Надеждинка с-ще Пушкіне                                                                |           |                 |                        |                     |
| 12 | Новоолександрівська сільська рада | с. Новоолександрівка | с. Новоолександрівка с. Баранівка с. Воздвиженка с. Тимофіївка                                                                  |           |                 |                        |                     |
| 13 | Новотроїцька сільська рада        | с. Новотроїцьке      | с. Новотроїцьке с. Жовте с. Нововасилівка с. Новоолександрівка с. Новооленівка с-ще Новопустинка с. Успенівка                   |           |                 |                        |                     |
| 14 | Першотравнева сільська рада       | с-ще Перше Травня    | с-ще Перше Травня с-ще Котлине с. Троянда                                                                                       |           |                 |                        |                     |
| 15 | Петрівська сільська рада          | с. Петрівка          | с. Петрівка с. Юр'ївка с. Григорівка с. Новоолексіївка с. Пустинка                                                              |           |                 |                        |                     |
| 16 | Піщанська сільська рада           | с. Піщане            | с. Піщане с. Вовкове с. Звірове с. Солоне                                                                                       |           |                 |                        |                     |
| 17 | Рівненська сільська рада          | с. Рівне             | с. Рівне с. Красний Лиман с. Сухецьке                                                                                           |           |                 |                        |                     |
| 18 | Сергіївська сільська рада         | с. Сергіївка         | с. Сергіївка с. Калинівка |           |                 |                        |                     |
| 19 | Срібненська сільська рада         | с. Срібне            | с. Срібне с. Богданівка с. Запоріжжя с. Новоандріївка с. Горіхове с. Преображенка с. Троїцьке с. Українка с. Ясенове            |           |                 |                        |                     |
| 20 | Малинівська сільська рада         | с. Малинівка         | с. Малинівка с. Мирне с. Шевченко Перше                                                                                         |           |                 |                        |                     |